# Fosa mal·leable
En escalfar la fosa blanca a temperatures entre 800 i 900 °C per un període prolongat i en una atmosfera neutra (per evitar l'oxidació) s'obté una descomposició de la cementita, formant-se grafit, que es presenta en forma de raïms o rosetes rodejats d'una matriu ferrítica o perlítica, depenent de la velocitat de refredament, i es coneix amb el nom de fosa mal·leable. La microestructura és similar a la de la fosa nodular, el que origina una resistència relativament alta i una ductilitat o mal·leabilitat apreciable.
Entre les seves aplicacions més representatives, hi ha les varetes d'acoblament, els engranatges de transmissió i les caixes de diferencial per la indústria automotriu, així com accessoris per canonades i parts per vàlvules de ferrocarrils, marines i altres tipus de treballs pesats.